# Ziczacella steggerdai
Ziczacella steggerdai är en insektsart som först beskrevs av Ross 1965.  Ziczacella steggerdai ingår i släktet Ziczacella och familjen dvärgstritar. Inga underarter finns listade i Catalogue of Life.